# Anjou Beatrix viennois-i dauphine
Anjou Beatrix (ismert még mint Magyarországi Beatrix, olaszul: Beatrice d’Ungheria, franciául: Béatrice de Hongrie; Nápoly, Nápolyi Királyság, 1290 – Grenoble, Francia Királyság, 1354), a Capeting–Anjou-házból származó királyi hercegnő, Károly, Calabria hercege és Habsburg Klemencia idősebb leánya, aki II. Jean de la Tour du Pin hitveseként viennois-i dauphine. Károly Róbert magyar király és Klemencia francia királyné testvére.

## Fordítás
- Ez a szócikk részben vagy egészben  a   Beatrice of Hungary, Dauphine of Viennois című angol Wikipédia-szócikk fordításán alapul.  Az eredeti cikk szerkesztőit annak laptörténete sorolja fel. Ez a jelzés csupán a megfogalmazás eredetét és a szerzői jogokat jelzi, nem szolgál a cikkben szereplő információk forrásmegjelöléseként.